# Médaille des blessés de guerre
La Medaglia per i feriti di guerra (in francese: Médaille des blessés de guerre) è un'onorificenza militare francese create nel 1916

## Storia
Ali inizi era una semplice insegna sotto forma di un nastro, assegnata per le ferite ricevute in servizio, durante la Grande guerra. L'insegna fu istituita dalla legge dell'11 dicembre 1916, basata su un'idea dello scrittore nazionalista Maurice Barrès. Sebbene originariamente stabilite come misura temporanea, le insegne sono sopravvissute per un secolo in una forma o nell'altra. Poteva essere assegnata ai soldati feriti, ai prigionieri di guerra, ai deportati e agli internati della Resistenza francese durante la Seconda Guerra Mondiale e ai soldati feriti nei conflitti più recenti. Una varietà di medaglie non ufficiali a forma di stella smaltata rossa sospesa dallo stesso nastro è apparsa molto presto e sebbene tollerata per essere indossata dalle autorità, non è stata ufficiale fino a poco tempo fa.
Un'istruzione provvisoria dell'Alto Comando dell'Esercito francese, datata 14 aprile 2015, ha avviato i procedimenti che sono stati poi ratificati nel decreto ufficiale n° 2016-1130 del 17 agosto 2016 che ha fatto della Medaglia ai feriti di guerra una decorazione di Stato della Repubblica francese.

## Statuto
La medaglia è concessa a:

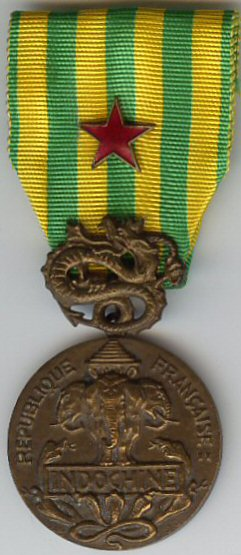
La medaglia commemorativa della campagna d'Indocina con la stella per i feriti di guerra.

- Personale militare colpito da ferita fisica o psichica di guerra, accertata dal servizio sanitario dell'esercito e approvata dal Ministro della difesa;[3][4]
- Prigionieri di guerra feriti fisicamente o psicologicamente durante la loro detenzione.[3][4]

L'articolo 3 del nuovo regolamento stabilisce che l'uso di questa medaglia non è subordinato ad una cerimonia ufficiale di conferimento.
L'articolo 4 del nuovo regolamento stabilisce inoltre che le persone che avevano diritto e indossavano le insegne ormai defunte di cui all'articolo 2 dell'ormai abrogata legge del 1952 che ne disciplinava l'uso (deportati della resistenza e internati), possono indossare la medaglia.

## Insegne
La Medaglia per i feriti di guerra è realizzata in bronzo dorato, con un diametro di 30 mm. È composta principalmente da una grande stella a cinque punte smaltata di rosso brillante in cima a una corona di metà alloro (a sinistra) e metà foglie di quercia (a destra).
La medaglia è sospesa ad anello da un nastro di seta moiré largo 35 mm, composto da strisce verticali nei seguenti colori: bianco 1 mm - blu 5 mm - bianco 1 mm - blu 4 mm - bianco 1 mm - giallo 3 mm - bianco 1 mm - iniziando dal bordo esterno su entrambi i lati di una striscia rossa centrale larga 3 mm.
Piccole stelle a cinque punte smaltate rosse vengono aggiunte al nastro della medaglia e al nastro di svestizione per ogni ferita aggiuntiva.